# Wierzbno (Domaniów)
Wierzbno  (deutsch Würben) ist ein Dorf in Niederschlesien. Der Ort liegt in der Landgemeinde Domaniów im Powiat Oławski in der polnischen Woiwodschaft Niederschlesien.

## Geographie

### Geographische Lage
Das Angerdorf Wierzbno liegt acht Kilometer nordöstlich vom Gemeindesitz Domaniów (Thomaskirch), ca. zehn Kilometer westlich von der Kreisstadt Oława (Ohlau) und rund 28 Kilometer südöstlich der Woiwodschaftshauptstadt Breslau. Der Ort liegt in der Nizina Śląska (Schlesische Tiefebene) innerhalb der Równina Wrocławska (Breslauer Ebene).
Durch den Ort führt die Woiwodschaftsstraße Droga wojewódzka 346.

### Nachbarorte
Nachbarorte von Wierzbno sind im Nordwesten Janków (Jankau), Nordosten Miłonów (Mellenau), im Südosten Marszowice (Marschwitz), im Süden Polwica (Polwitz) und im Osten Piskorzów  (Groß Peiskerau).

## Geschichte

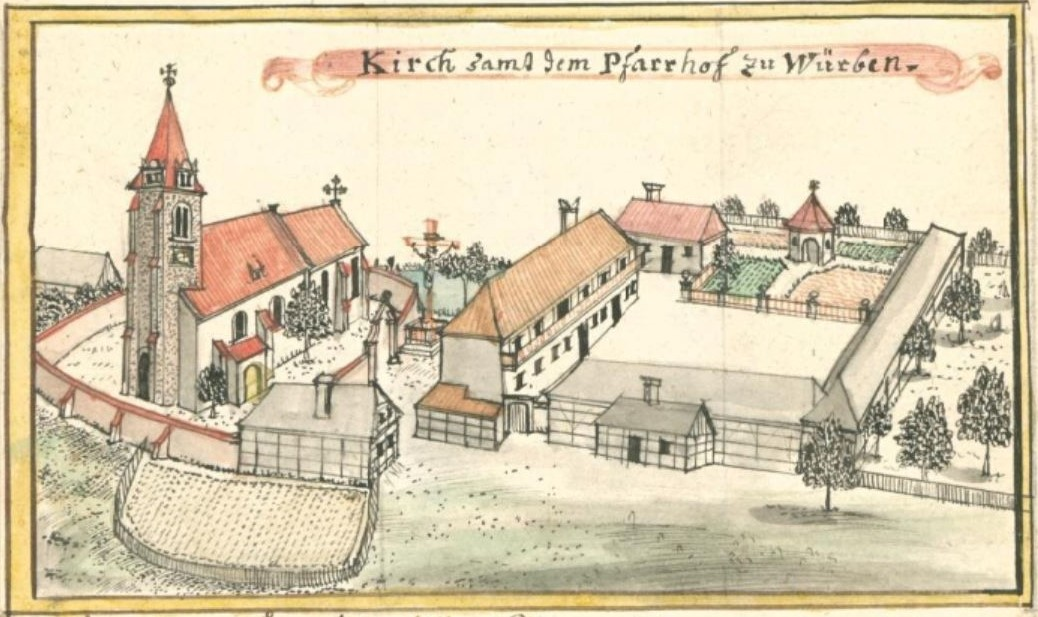
Nikolaikirche – Darstellung der Kirchen mit Pfarrhaus aus der Mitte des 18. Jahrhunderts

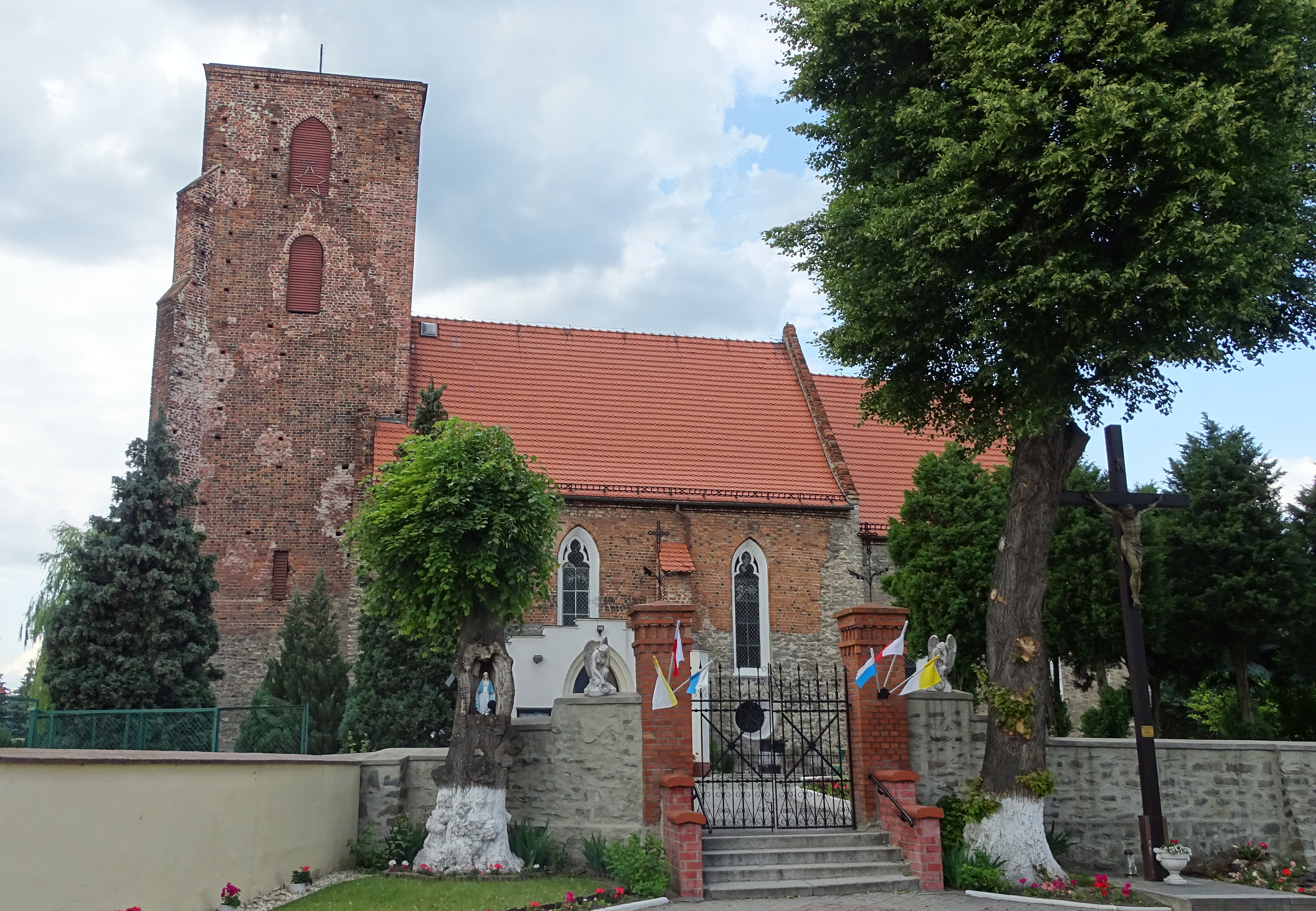
Nikolaikirche (2023)

Erstmals erwähnt wurde das Dorf 1149 als Virbeno. Das ursprünglich slawische Dorf wurde 1253 nach deutschem Recht ausgesetzt. 1318 wird erstmals eine Kirche im Ort erwähnt. 1375 erfolgte eine Erwähnung als Wierben.
Nach dem Ersten Schlesischen Krieg 1742 fiel Würben zusammen mit dem größten Teil Schlesiens an Preußen. 1783 zählte der Ort eine katholische Kirche, ein Pfarrhaus, eine Schule, 27 Bauern- und 40 andere Stellen sowie 400 Einwohner.
Nach der Neugliederung Preußens gehörte die Landgemeinde Würben ab 1815 zur Provinz Schlesien und war ab 1816 dem Landkreis Ohlau eingegliedert. 1874 wurde der Amtsbezirk Polwitz  gegründet, welcher die Landgemeinden Kunert, Poppelwitz, Schimmelei und Würben und den Gutsbezirk Polwitz umfasste. 1885 zählte der Ort 842 Einwohner.
1933 zählte Würben 865, 1939 wiederum 902 Einwohner. Bis 1945 befand sich der Ort im Landkreis Ohlau.
Als Folge des Zweiten Weltkriegs fiel Würben wie fast ganz Schlesien 1945 an Polen, wurde in Wierzbno umbenannt und der Woiwodschaft Breslau angegliedert. Die deutsche Bevölkerung wurde, soweit sie nicht vorher geflohen war, weitgehend vertrieben. Die neu angesiedelten Bewohner waren zum Teil Heimatvertriebene aus Ostpolen. 1999 kam der Ort zum Powiat Oławski in der Woiwodschaft Niederschlesien.

## Sehenswürdigkeiten
- Die römisch-katholische Nikolaikirche (poln. Kościół św. Mikołaja) wurde 1318 erstmals erwähnt. Im 16. Jahrhundert erhielt das im gotischen Stil errichtete Gotteshaus einen Glockenturm. Im Frühjahr 1945 wurde der Kirchenbau beschädigt und zwischen 1956 und 1958 wieder aufgebaut.[6]
- Steinerne Wegekapelle

## Vereine
- Freiwillige Feuerwehr OSP Wierzbno
- Fußballverein Jankowianka Wierzbno